# Dirección Principal de Inteligencia (Ucrania)
La Dirección Principal de Inteligencia del Ministerio de Defensa de Ucrania (en ucraniano: Головне управління розвідки Міністерства оборони України, romanizado: Holovne upravlinnja rozvidky Ministerstva oborony Ukrajiny, abreviado como HUR MO o GUR MO) es el servicio de inteligencia militar del gobierno ucraniano. Es una agencia del Ministerio de Defensa, no del Estado Mayor de las Fuerzas Armadas de Ucrania. Las acciones principales de la agencia son autorizadas directamente por la presidencia de la República.

## Historia

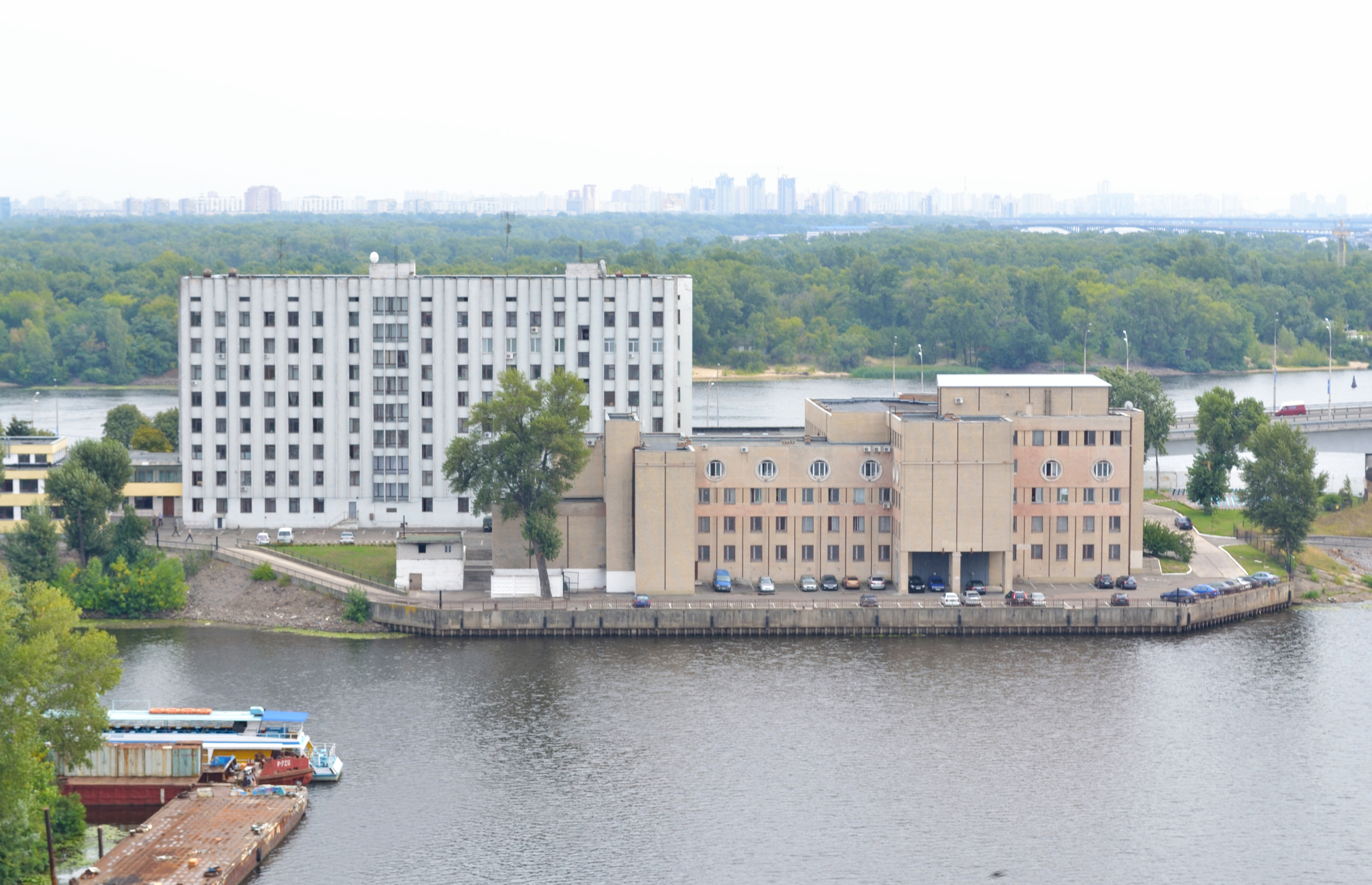
Los edificios del HUR MO en Kiev

La agencia se estableció tras la disolución de la Unión Soviética y la independencia de Ucrania a partir de los activos de inteligencia de las Fuerzas Armadas Soviéticas y su Dirección Principal de Inteligencia (GRU) existentes en los distritos militares de Kiev, Odesa y los Cárpatos.
La Dirección de Inteligencia del Cuartel General de las Fuerzas Armadas de Ucrania se creó en febrero de 1992. En paralelo, por decreto presidencial de 7 de septiembre de 1992, se creó la Dirección de Inteligencia Militar Estratégica del Ministerio de Defensa . La existencia de dos agencias separadas con responsabilidades similares y que dependían de autoridades diferentes obstaculizó el desarrollo de un sistema de inteligencia militar eficaz.
El 6 de julio de 1993, el presidente de Ucrania ordenó la fusión de las dos agencias para formar la Dirección Principal de Inteligencia Militar del Ministerio de Defensa. Esta pasó a llamarse Dirección Principal de Inteligencia del Ministerio de Defensa de Ucrania, o Inteligencia de Defensa de Ucrania (DIU), para abreviar, el 4 de abril de 1994.
A partir de la revolución del Euromaidán que derrocó al presidente Víktor Yanukóvich e instaló en el poder a nacionalistas pro-occidentales, la CIA estadounidense empezó a tejer lazos con el HUR. La CIA se volcó en el HUR por ser una agencia mucho más pequeña que el SBU y estar menos infiltrada por el FSB ruso. Le proporcionó entrenamiento, tecnología avanzada y dinero a cambio de que toda la información recogida fuese compartida con la CIA y la NSA.
En 2016, el presidente Petro Poroshenko cambió el emblema del HUR aun búho que sostenía una espada sobre Rusia con el nuevo lema "Los sabios gobernarán sobre las estrellas". Moscú se indignó por el nuevo emblema.
El 22 de marzo de 2001, el parlamento ucraniano (Rada) ratificó la ley "Sobre las agencias de inteligencia de Ucrania". Al HUR MO se le otorgó el estatus de autoridad gubernamental especial.
El 18 de agosto de 2021, fuerzas especiales del HUR participaron en el puente aéreo de Kabul de 2021. Sus aviones realizaron seis vuelos y transportaron a más de 700 ciudadanos de diferentes países.
En febrero de 2022, durante la invasión rusa de Ucrania, las fuerzas armadas rusas bombardearon algunos de los cuarteles del HUR construidos recientemente con fondos de la CIA, sin éxito.Durante la guerra, el director del HUR, Kyrylo Budanov, comunicó activamente sobre los "éxitos" de su agencia, por ejemplo atribuyéndose el asesinato de un militar ruso en Krasnodar.
A finales de octubre de 2023, el HUR intentó envenenar a 77 pilotos de la Fuerza Aérea rusa en Armavir durante una celebración, sin éxito.
En agosto de 2024, Mali y Níger rompieron relaciones diplomáticas con Ucrania después de que Andriy Yusov, portavoz de la agencia de inteligencia militar de Ucrania (GUR), dijera a la emisora pública Suspilne que los rebeldes malienses habían recibido «toda la información que necesitaban, lo que les permitió llevar a cabo su operación contra los criminales de guerra rusos». En referencia a un ataque en julio en el norte de Mali donde murieron decenas de mercenarios rusos de la PMC Wagner y soldados malienses. Las autoridades de Mali dijeron que se había enterado «con profunda conmoción» de las declaraciones que según afirmaron suponían una admisión de «la participación de Ucrania en un ataque cobarde, traicionero y bárbaro por parte de grupos terroristas armados que resultó en la muerte de miembros de las Fuerzas de Defensa y Seguridad de Mali».

## Directores
- Teniente general Oleksandr Skipalskyi (16 de octubre de 1992 - 9 de junio de 1997)

Nacido en el óblast de Volyn en 1945. Graduado en la Escuela Superior del KGB en 1975.
- Coronel general Ihor Smeshko (9 de junio de 1997 - 29 de septiembre de 2000)

Nacido en el óblast de Cherkasy en 1955. Graduado de Doctorado por la Academia Nacional de Defensa en 2000.
- Coronel general Viktor Paliy (29 de septiembre de 2000 - 13 de marzo de 2003)

Nacido en el óblast de Dnipropetrovsk en 1949. Graduado de la Academia Militar del Estado Mayor de las Fuerzas Armadas de la URSS en 1988.
- Coronel (retirado) Oleksandr Halaka (13 de marzo de 2003 - 17 de enero de 2008)

Nacido en Járkov 1955. Graduado de la Academia Militar de Defensa Aérea de las Fuerzas Terrestres en 1987 y de la Universidad de Kiev en 2000.
- Teniente general Viktor Hvozd (17 de enero de 2008 - 17 de agosto de 2010)

Nacido en el óblast de Ternopil 1959. Graduado del Colegio Militar Frunze (Kiev, 1981), Universidad de Lviv (1997), Magistrado de la Universidad de Derecho y Economía de Kiev (2005), Academia Diplomática Militar (2009).
- Mayor general Serhiy Hmyza (17 de agosto de 2010 - 26 de febrero de 2014)

Nacido en el óblast de Odesa en 1960. Se graduó en el Colegio Militar en 1981, en la Academia Diplomática Militar en 1991 y en la Universidad Estatal de Ucrania en 2008.
- Mayor General Yuriy Pavlov (desde el 3 de marzo de 2014 - 28 de julio de 2015)

- Teniente general Valeriy Kondratyuk (28 de julio de 2015 - 15 de octubre de 2016 [10] )
- Mayor General Vasyl Burba (desde el 15 de octubre de 2016 [11] – 5 de agosto de 2020). Fue revelado de su puesto por el nuevo presidente Volodímir Zelenski. La CIA lo consideraba un aliado extremadamente cercano.[3]
- Teniente general Kyrylo Budánov (desde el 5 de agosto de 2020)

## Miembros Notables
- Maksym Shapoval †
- Andriy Yusov, jefe de relaciones públicas